# Храм Калабша

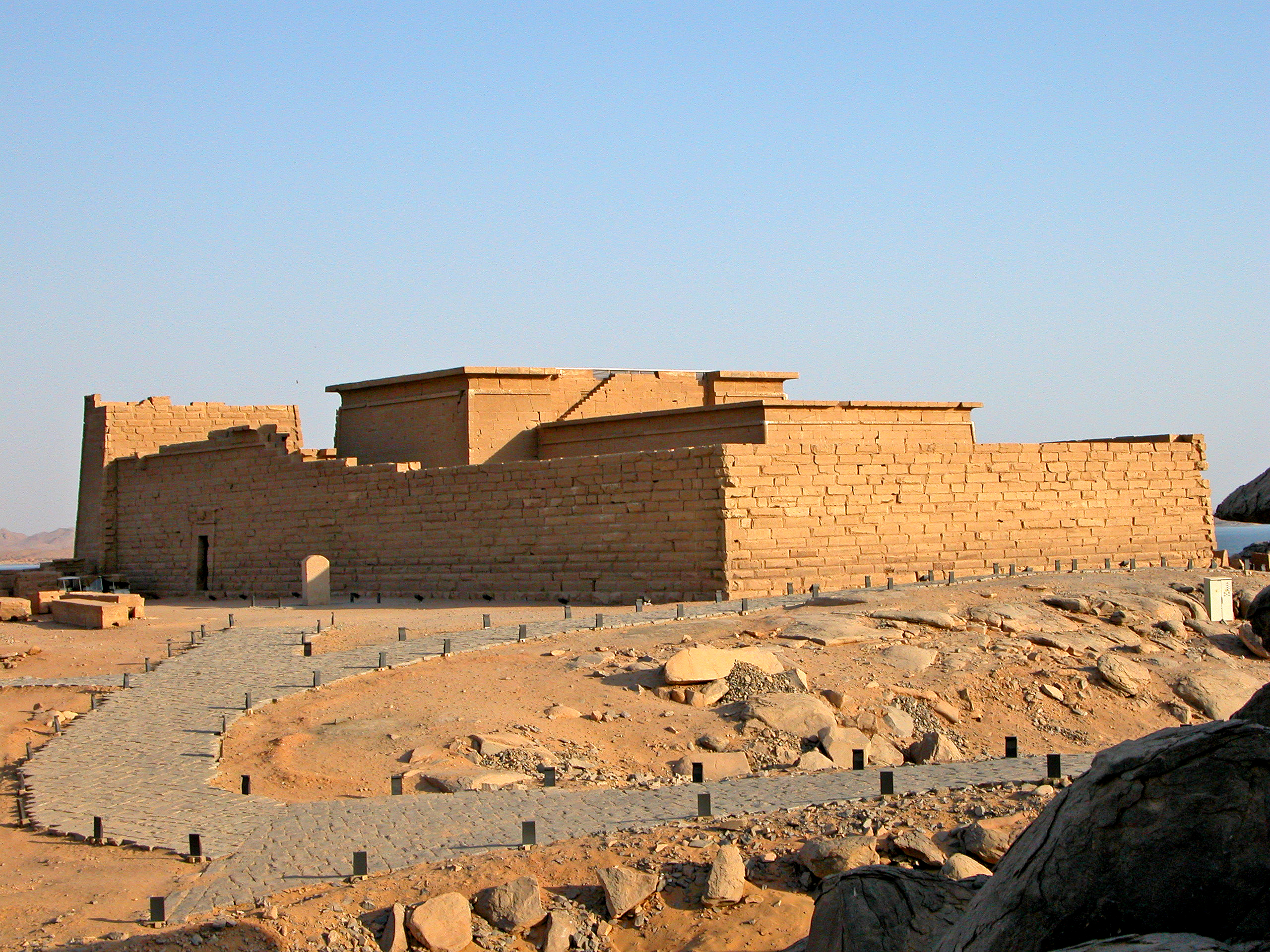
Храм Калабша сьогодні

Храм Калабша, Храм Мандуліса — стародавній єгипетський храм, який був спочатку розташований у Баб ель-Калабша (Ворота Калабша) приблизно в 50 кілометрах на південь від Асуан.

## Історія
Храм Калабша перебував на західному березі річки Ніл у Нубії і був спочатку побудований приблизно в 30 до н. е. під час раннього періоду римського панування над Єгиптом. Хоча храм був заснований за правління Октавіана Августа, він так ніколи і не був закінчений. Храм будувався на честь Мандуліса (нубійский бог сонця) по типу храмів Аменхотепа II.
Його довжина складала 76 метрів, а ширина 22 метри. Незважаючи на те, що храм будувався у римський період, його стиль витриманий у давньоєгипетському тоні. На стінах храму Калабши є кілька історичних написів, таких як напис намісника Єгипту Аврелія Безаріона, вирізаний у 250, що забороняє з'являтися свиням у храмі.
Коли християнство було насаджене в Єгипті, храм використовувався як церква.
За допомогою Німеччини храм Калабша був перенесений разом з іншими пам'ятками під час будівництва Асуанської греблі, щоб захистити його від підйому рівня води на озері Насер. Храм перенесений на нове місце, розташоване на південь від Асуанської греблі. Процес перенесення храму зайняв більше двох років. Храм Калабша сьогодні «вважається одним з найкращих прикладів єгипетської архітектури в Нубії».

## Галерея

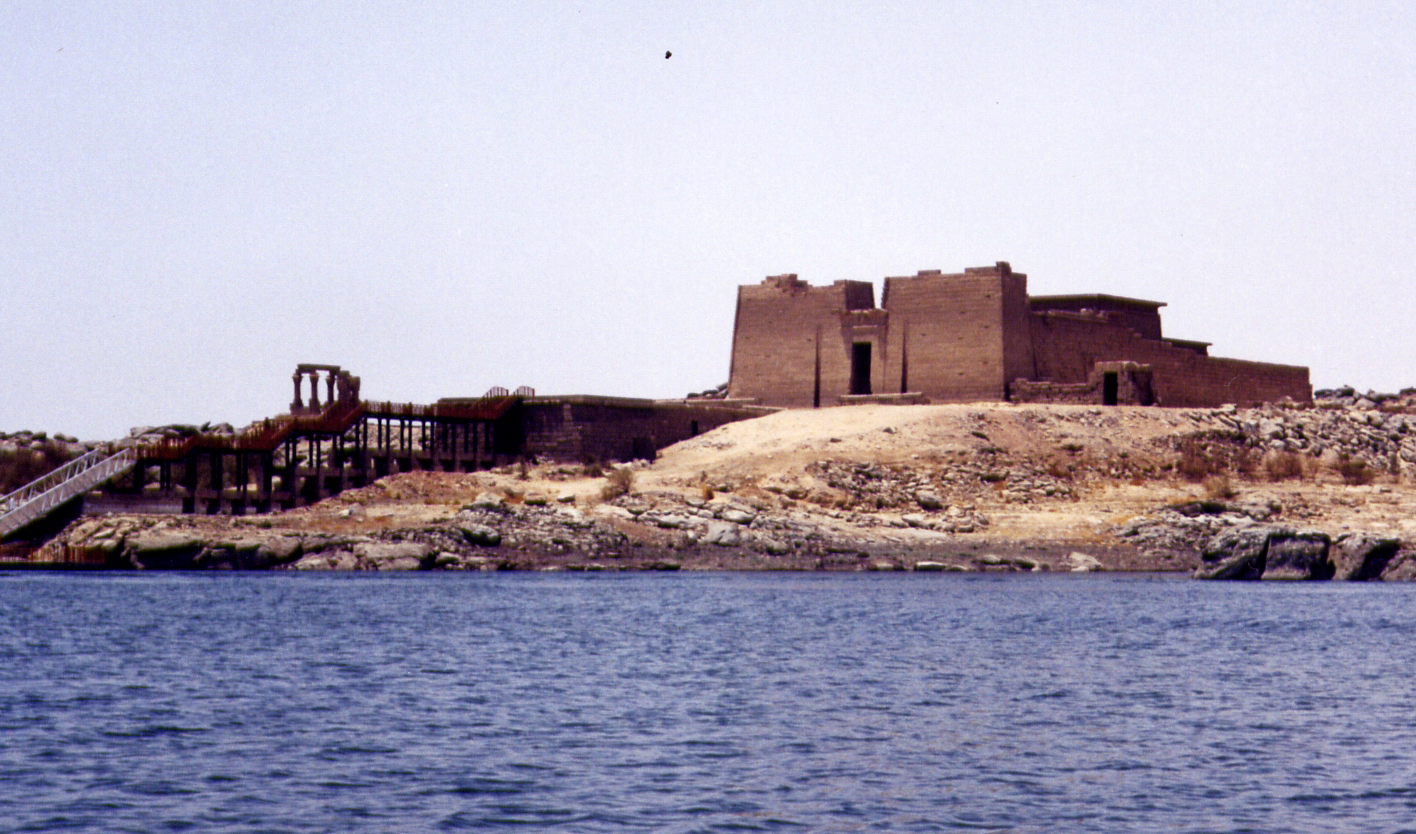
Храм Калабша
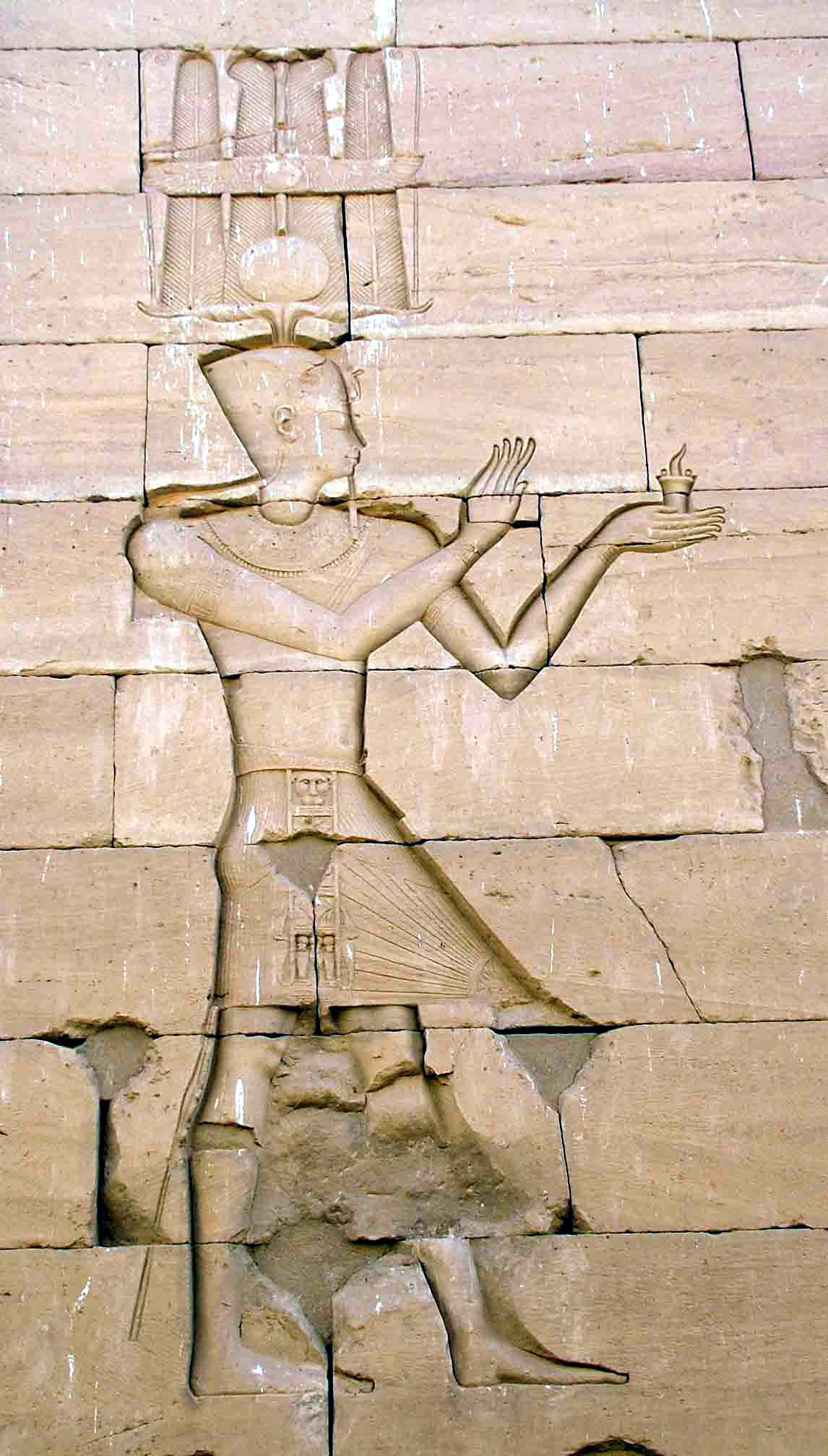
Барельєф Октавіана Августа в храмі
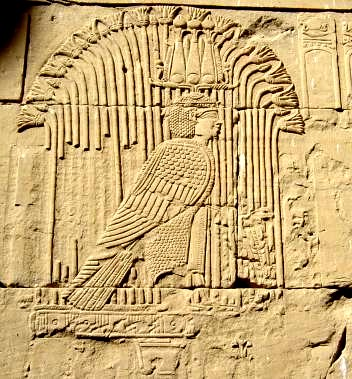
Барельєф нубійського бога Мандуліса в храмі